# Barrydale
Barrydale è una cittadina sudafricana situata nella municipalità distrettuale di Overberg nella provincia del Capo Occidentale. Prende il nome da Joseph Barry, un conosciuto mercante locale del XIX secolo.